# Muzoon Almellehan
Muzoon Almellehan (siria, 8 aprile 1999) è un'attivista siriana e rifugiata, residente nel Regno Unito. Nota per il suo lavoro volto a mantenere le ragazze siriane a scuola, è stata indicata come la "Malala siriana".

## biografia
Nata l'8 aprile 1999da Eman e Rakan Almellehan è cresciuta nella città siriana di Dara'a. Suo padre era un insegnante. Ha due fratelli e una sorella, che sono tra uno e quattro anni più giovani di lei. Dopo lo scoppio una guerra civile siriana, la loro città fu assediata dal governo, prima di essere rilevata da forze islamiste nei primi mesi del 2014. Nel 2014, quando i combattimenti si aggravarono, la famiglia si trasferì in Giordania,  dove vissero nei campi profughi per tre anni e vedendosi costretta a spostarsi più volte. Il primo campo in cui vivevano era Za'atari, da dove si sono trasferiti a Azraq, un altro campo giordano per rifugiati. Mentre era lì, i suoi familiari ricevettero offerte per spostarsi in Canada e in Svezia che il padre di Almellehan rifiutò per motivi logistici. Almellehan ha successivamente negoziato il trasferimento della sua famiglia nel Regno Unito nell'ambito di un piano annunciato nel mese di settembre 2015 da David Cameron con la quale il governo britannico prevedeva di accogliere 20.000 rifugiati siriani. La famiglia è stata portata a Newcastle due mesi e mezzo dopo essendo tra i primi rifugiati siriani ammessi nel Regno Unito. I figli sono stati iscritti presso la scuola locale, la Kenton School, dove Almellehan fu una tra i nove bambini rifugiati, esprimendo l'interesse per diventare giornalista. Ha dichiarato di aver trovato l'adattamento alla versione locale della lingua inglese difficile.

## Attivismo
Almellehan è impegnata nel difendere l'istruzione delle bambine, visto che la metà delle 40 ragazze della sua classe a Za'atari aveva abbandonato la scuola per sposarsi. Il matrimonio precoce, anche se non particolarmente comune in Siria, è aumentato drammaticamente dopo l'inizio della guerra civile. Almellehan divenne nota per aver tentato di convincere i genitori a lasciare i loro bambini, in particolare le ragazze, nelle scuole dei rifugiati  piuttosto che farli sposare presto. Ha anche cercato di convincere i bambini a rimanere a scuola e a prevenire il matrimonio infantile.
Almellehan è amica di Malala Yousafzai, che ha incontrato nel 2014, quando Yousafzai ha fatto visita al campo profughi dove si trovava. Yousafzai successivamente ha invitato Almellehan alla cerimonia in cui ha ricevuto il Premio Nobel per la Pace. Yousafzai ha anche visitato Almellehan all'arrivo di quest'ultima nel Regno Unito. L'attivismo di Almellehan ha ricevuto riconoscimenti in un certo numero di paesi e l'ha portata a ricevere il soprannome di "Malala siriana".
Alla vigilia della Giornata mondiale del rifugiato, UNICEF ha annunciato la sua nomina come ambasciatrice, la più giovane e la prima persona con lo status di rifugiato a ricevere questo incarico.

## i dati
1. ↑  (EN) Malala Foundation Instagram, su instagram.com.
2. ↑  (EN) Syrian refugee girl's message to world leaders: 'Give us the power to make our hopes and dreams come true', su independent.co.uk.
3. ↑  (EN) Newcastle offers new homes to Syrian refugees - but Sunderland has offered no help, su chroniclelive.co.uk.
4. 1 2  (EN) Muzoon Almellehan: the Syrian teenager who is the talk of the Tyne, su theguardian.com.
5. ↑  (EN) Syrian teen advocates for girls’ education, su nytlive.nytimes.com. URL consultato il 9 dicembre 2017 (archiviato dall'url originale il 29 novembre 2016).
6. ↑   Meet the Malala of Syria, su thedailybeast.com.
7. ↑  (EN) How Newcastle embraced a teenage Syrian refugee and how she's now repaying the favour, su wired.co.uk.
8. ↑  (EN) If Dove expects women to cheer up, it hasn’t been paying attention, su theguardian.com.
9. ↑   Muzoon, siriana di 19 anni, prima rifugiata Ambasciatrice dell'UNICEF, su unicef.it.